# Gruboszowatość różanecznika

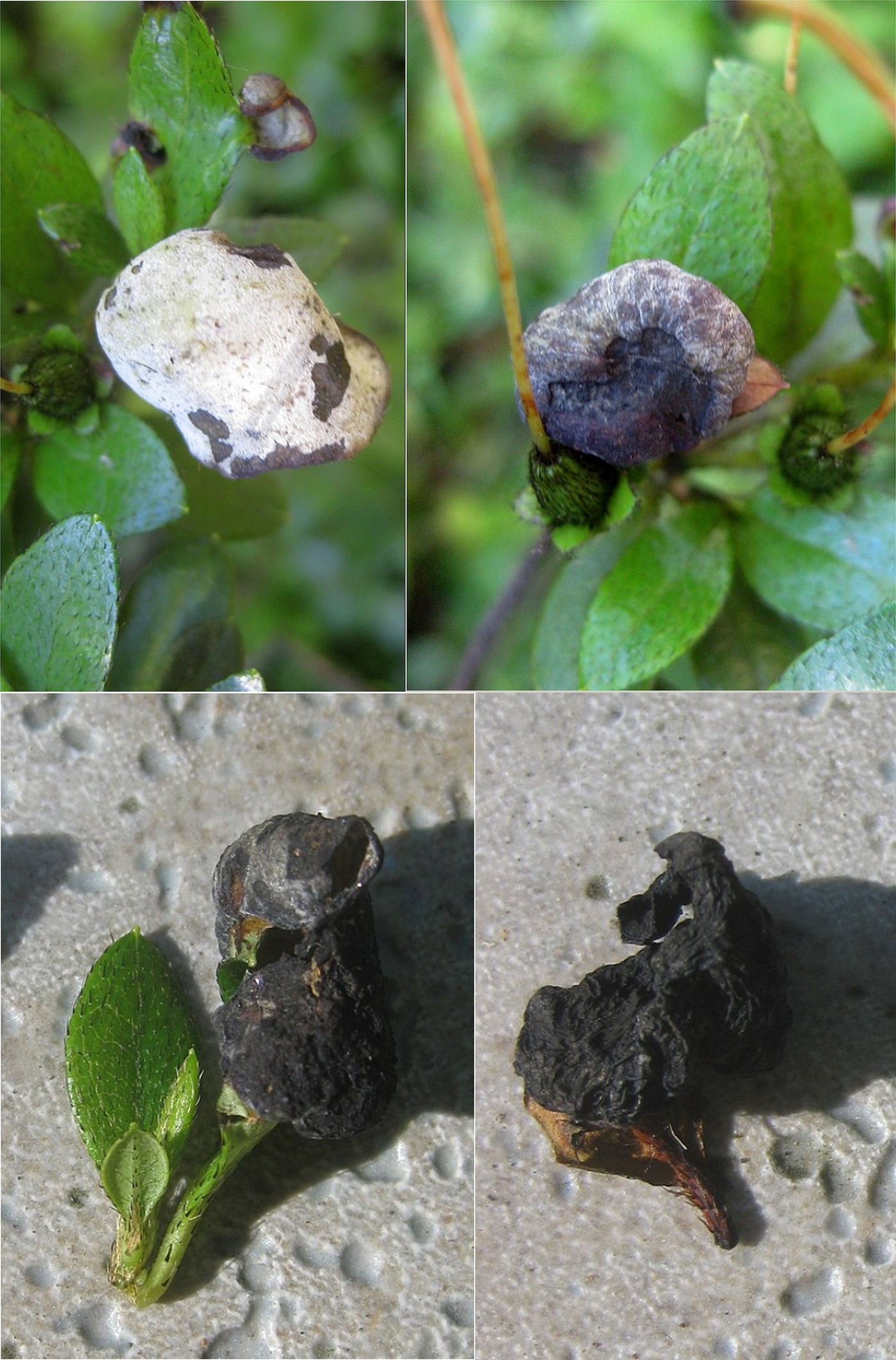

Gruboszowatość różanecznika (ang. leaf gall of rhododendron, leaf gall of azalea), zwana też gruboszowatością azalii – grzybowa choroba różaneczników (azalii), wywołana przez Exobasidium vaccinii i Exobasidium japonicum.
W USA jest to choroba szeroko rozpowszechniona. Jej objawem są bladozielone, różowe, białe lub brązowe, mięsiste galasy powstające na liściach, końcach gałęzi, częściach kwiatów, a nawet na sadzonkach. Exobasidium vaccinii infekuje również różne gatunki borówki (Vaccinium) i żurawiny (Vaccinium sect. Oxycoccus). Zwykle choroba niezbyt szkodzi roślinom, ale może stać się problemem w latach, podczas których przez długi czas panuje wilgotna pogoda. Galasy nie utrzymują się do następnej wiosny.
Grzyb zimuje w porażonych roślinach. Późną wiosną i wczesnym latem jego grzybnia tworzy galasy pokryte białawym nalotem. Powstają w nich zarodniki, które podczas wilgotnej pogody dokonują infekcji. Są rozproszone przez prądy powietrza i rozbryzgi deszczu. Nasilenie objawów jest zależne od warunków pogodowych. Patogenom wywołującym tę chorobę sprzyjają długie okresy wilgotnej pogody.
Aby zapobiegać chorobie, galasy powinny być ręcznie zbierane i niszczone, zanim zmienią kolor na biały. W USA istnieją fungicydy zarejestrowane do zwalczania tej choroby, ale ich skuteczność jest ograniczona. Przy niewielkiej liczbie różaneczników zwykle wystarczy ręczne usuwanie galasów. Szczególnie podatne na gruboszowatość różaneczników są różaneczniki katawbijskie (Rhododendron catawbiense), różanecznik olbrzymi (Rhododenron maximum) i ich mieszańce.